# TV4 Media
TV4 Aktiebolag (även marknadsfört som TV4-Gruppen 2008–2018 och Bonnier Broadcasting 2018–2020) är ett svenskt mediehus ägt av Schibsted, där tv-kanalerna TV4, Sjuan, TV12, TV4 Fakta, TV4 Sportkanalen, TV4 Film, TV4 Guld, TV4 Star, TV4 Hits, SF-kanalen, TV4 Fotboll, TV4 Hockey, TV4 Motor, TV4 Tennis och TV4 Sport Live samt den finska motsvarigheten MTV och tillhörande playtjänster ingår.
TV4:s verksamhet drevs länge främst i bolaget TV4 AB (org. nr. 556242-7152), grundat 1984 som Nordisk Television och börsnoterat 1994–2007. TV4 AB ägs av TV4 Media AB (org. nr. 556802-5646, kallat Bonnier Broadcasting fram till 2018). TV4 Media AB ägs i sin tur av TV4 Media Holding AB (org. nr. 556906-0824, tidigare Bonnier Broadcasting Holding AB) som är ett helägt dotterbolag till Telia Company.
Verkställande direktör är Mathias Berg. Företaget konkurrerar med Viaplay Group, Discovery Networks Sweden och Sveriges Television.

## Verksamhet
Förutom huvudkanalen TV4 och dess HD-version har man ytterligare kanaler i Sverige:
- Sjuan
- TV12
- TV4 Fakta
- TV4 Film
- TV4 Guld
- TV4 Sportkanalen
- TV4 Stars
- TV4 Hits
- SF-kanalen
- TV4 Fotboll
- TV4 Hockey
- TV4 Motor
- TV4 Tennis
- TV4 Sport Live

I koncernen finns även TV4 Digitala Medier där text-tv och TV4:s internettjänster och kanalens alla mobiltjänster ingår. Dessutom har TV4 utvecklat vissa sidoprodukter baserade på programmen, exempelvis dvd-skivor, cd-skivor, böcker, kläder m.m.
I och med att det analoga marknätet släcktes år 2005-2007 förlorade TV4 sin konkurrensfördel som den enda kommersiella TV-kanal som når nästan hela Sverige. Därför har TV4-gruppen genomfört flera aktiviteter för att garantera även andra inkomstkällor, däribland nya kanaler. 
TV4 har tillsammans omkring 900 anställda på sex orter i Sverige. Majoriteten arbetar i Stockholm. Nyhetsverksamheten bevakar stora delar av landet från både Stockholm och flera andra orter. I Sundsvall finns ett stort försäljningskontor och säljare finns även på andra svenska orter.

## Historik
Företaget grundades 1984 som Nordisk Television AB av Ingemar Leijonborg och Gunnar Bergvall.
TV-kanalen TV4 kunde inleda sina sändningar via Tele-X-satelliten den 15 september 1990. Namnet Nordisk Television antydde att planen ursprungligen var en pannordisk kanal och därför startade TV4 Norge ganska snart (den kanalen såldes och lades ner så småningom).

### Sändningarna i marknätet inleds
1991 skulle regeringen meddela vilket företag som skulle få sända Sveriges första marksända reklam-tv-kanal. Nordisk Television förhandlade fram en överenskommelse med huvudkonkurrenten Kinnevik som bestod i att Kinnevik köpte 30 procent av Nordisk Television och att TV-kanalerna TV 3 och TV4 skulle samordna sin reklamförsäljning i företaget Airtime. Tillståndet gavs i november till Nordisk Television och sändning av TV-kanalen TV4 i marknätet kunde starta våren 1992.
1994 börsintroducerades företaget på Stockholmsbörsen. Samtidigt bytte Nordisk Television namn till TV4 AB och en nyemission genomfördes. Från 1995 handlas företaget på A-listan.
I koncessionen från 1991 ingick att man skulle ge plats för lokal-tv. De första sändningarna inleddes under hösten 1992. Ägandet av lokalstationerna sprides i regel mellan lokala intressenter och TV4. Senare började TV4 köpa lokalstationerna. Hösten 2001 ägde TV4 samtliga lokalstationer, utom en. Denna, TV4 Fyrstad, gick i konkurs 2003 och således ägde TV4 samtliga lokalstationsbolag. Dessa bolag har sedan slagits ihop, först till fem regionala bolag och sedan ett bolag för hela Sverige, TV4 Sverige.

### Huvudkanalen får två yngre syskon

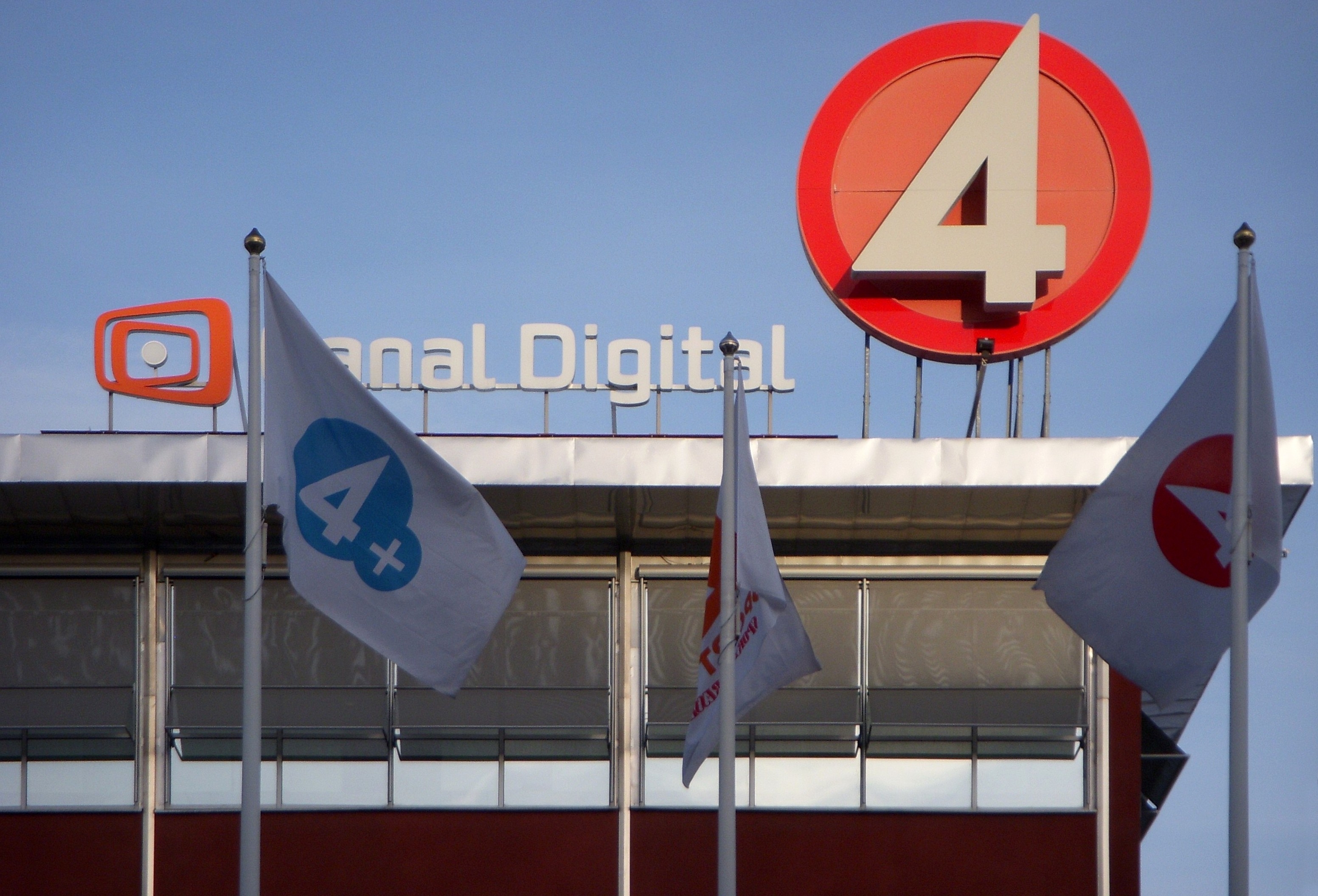

TV-kanalen TV4 började sända via det digitala marknätet i september 1999. År 2001 startade man sin första digitala kanal - Mediteve, som mestadels var ett experiment för att se om en TV-kanal skulle kunna finansieras helt och hållet av SMS-intäkter. Den första större satsningen skedde i mars 2003 då TV-kanalen TV4 Plus startades med inriktning på hem och fritid.
TV4 Plus (nu Sjuan) följdes senare i april 2004 av TV-kanalerna TV4 Film (en filmkanal), i januari 2005 av TV400 (underhållning för yngre vuxna) och september 2005 av TV4 Fakta (dokumentärer). De nya kanalerna skiljer sig från TV-kanalen TV4 genom att de till stor del finansieras av abonnemangsavgifter, snarare än reklam (Jan Scherman sade i november 2005 att abonnemangsavgifter stod för ungefär tre fjärdedelar av pengarna från de nya TV-kanalerna ). Under hösten 2005 fanns också flera tendenser på fler nya kanaler, bland annat genom att TV4-gruppen sökt tre tillstånd för sändning i marknätet och tal om en ny fri-tv-kanal i marknätet .
TV4-gruppen har traditionellt haft ett relativt brett ägande. Under vintern 2004/2005 uppstod en strid mellan Bonnier/Proventus och norska Schibsted om vem som skulle bli huvudägare i TV4-gruppen. MTG (tidigare Kinnevik) hade tidigare minskat sin andel i TV4-gruppen och i januari 2005 sålde man sina sista 15 procent. Schibsted försökte få kontroll i TV4-gruppen genom att ta över Alma Media, som ägde finska MTV Media Oy och var storägare i TV4-gruppen. Det slutade dock i att Bonnier och Proventus delade Alma Media och köpte tv-delen. Tillsammans kom Bonnier och Proventus att tillsammans bli majoritetsägare i TV4-gruppen. Schibsted hade en 27-procentig andel i företaget.
I april 2005 började MTG-ägda Viasat distribuera TV4-gruppens:s TV-kanaler (TV4 skulle dock fördröjas till 1 januari 2006, på grund av en avtalstvist med Canal Digital).

### Flera nya nischkanaler ser dagens ljus
I augusti 2005 presenterades omfattande planer på besparingar och förändringar inom företaget. Bland förändringarna fanns ett utökat lokalt sändande i TV4 samt en utökad nordisk genom samarbete med finska mediekoncernen MTV Media Oy och norska TV 2 Gruppen. Det nordiska samarbetet tog sig uttryck i bildandet av ett gemensamt programsäljningsföretag med TV 2 Gruppen (där även försäljning av MTV Media:s program ingår) och nordisk etablering av TV4 Fakta.
Under 2005 investerade TV4-gruppen även i flera webbplatser såsom ekonominyheterna.se, spelbolaget.se och lägenhetsbyte.se. Den 2 november 2005 såldes alltomstockholm.se till Aftonbladet. Alltommalmo.se och alltomgoteborg.se hade lagts ner sedan tidigare.
Sändningstillstånden i marknätet för alla TV4-gruppen:s befintliga kanaler förnyades i februari 2006. Med det nya sändningstillståndet gavs TV4-gruppen även frihet att byta ut sina tv-kanaler mot andra. TV4-gruppen erhöll dock inte distribution i marknätet för varken fri-tv-kanalen ("Sverigekanalen") eller någon av de två betalkanaler man sökte tillstånd för. TV4-gruppen meddelade att Sverigekanalen sköts upp på framtiden, medan planerna på de två betalkanalerna fortskred.

### Guld, komedi och sport
I maj 2006 meddelade TV4-gruppen att de köpt 51 procent av den Expressenägda tv-kanalen Sport-Expressen. Den samägda kanalen skulle återlanseras den 1 juni. Under hösten 2006 lanserade TV4-gruppen två nya kanaler i Sverige, TV4 Komedi som visade komedier och TV4 Guld som visade äldre serier i repris. Dessutom deltog TV4-gruppen i lanseringen av MTV3 Fakta och MTV3 Leffa, de finländska versionerna av TV4 Fakta och TV4 Film.
Hösten 2006 lanserade TV4-gruppen också flera webbplatser. I oktober lanserades All Ears i samarbete med Sony Music där okända band kan lägga upp demoinspelningar och ha chansen att få ett skivkontrakt. I november kom FejmTV, en videowebbplats liknande Youtube där användarna kan ladda upp videoklipp.
I november 2006 meddelades det att Nordic Broadcasting Oy, som hälftenägs av Bonnier och Proventus, skulle köpa Schibsteds 27-procentiga andel i TV4-gruppen. Affären godkändes av Konsumentverket den 21 december. Nordic Broadcasting kom därigenom att, direkt eller indirekt genom MTV Media Oy (bl.a. MTV3), äga 97,6 procent av bolaget och begärde tvånginlösen av resterande aktier i TV4-gruppen den 3 januari 2007. TV4-gruppen avnoterades därmed från Stockholmsbörsen med 2 mars 2007 som sista handelsdag.
Den 22 mars 2007 meddelades det att Proventus hade för avsikt att sälja sitt innehav i Nordic Broadcasting till Bonnier. Nordic Broadcasting, som ägde hela MTV Media Oy och 98,9 procent av TV4-gruppen, skulle därmed bli ett helägt dotterbolag till Bonnier .

### Expanderar på nätet, i radio och med fler TV-kanaler
Under våren 2007 lanserades flera nya webbplatser, först Fotbollskanalen.se följt av en vädersajt i maj. År 2007 började TV4-gruppen åter sända radionyheter igen då man ersatte Expressen som leverantör av radionyheter i SBS Radios stationer Mix Megapol, The Voice, Rockklassiker, Vinyl 107,1 och Radio 107 5 . Sändningarna går att höra på FM-bandet och via SBS Radios mediaspelare på nätet. Den första radiosändningen skedde den 28 maj . Samma dag började TV4-gruppen sända HDTV i kanalen TV4 HD . I december 2007 bekräftade TV4-gruppen att de avsåg lansera en ny pannordisk kanal den 29 februari 2008. Kanalen, som heter TV 4 Science Fiction och riktar in sig på science fiction-genren, är TV4-gruppen:s första kanal som lanseras i alla de fyra största nordiska länderna. Dagens efter premiären för TV4 Science Fiction i Sverige deltog TV4-gruppen i lanseringen av MTV3 Scifi och MTV3 Sarja i Finland.
I början av 2008 infördes namnet "TV4-Gruppen" för att tydliggöra skillnaden mellan huvudkanalen TV4 och koncernen som helhet. I april 2008 startade TV4-gruppen den första direktsända nyhetskanalen på internet. I juni 2008 köpte TV4-gruppen C More Group AB av ProSiebenSat.1 Media för 3 miljarder kronor. C More Group äger bland annat Canal+. I juni 2009 lanserar TV4-gruppen en uppdaterad webbplats för TV4Vädret och lanserar väderkanalen.se.Den 1 oktober 2009 lanserade C More Group kanalen SF-kanalen. Under året lanserades också Canal9 i Danmark. Under våren 2010 lanseras sen TV4 Fakta i Norge.
I början av 2012 knoppades nyhetsproduktionen av till det nystartade Nyhetsbolaget. Företaget ägs av Bonnierkoncernen och fortsätter producera nyhetsprogram för TV4:s kanaler. Under 2012 lanserades även nya sportkanalen TV4 Sport Xtra och TV4 Science fiction ersattes av TV4 Fakta XL.
I maj 2013 såldes TV11 till SBS Discovery Media, vilka övertog ägandet och driften av kanalen den 1 juni samma år. Bakgrunden till att TV4 valde att sälja kanalen ansågs vara lönsamhetsproblem. Den 29 mars 2014 lanserades en ny livsstils- och sportkanal, TV12, samtidigt som TV4 Sport Xtra avvecklades och TV4 Sport nylanserades som en renodlad sportkanal. Kanalerna TV4 Komedi och TV4 Fakta XL avvecklades i september 2017.
Den 10 april 2018 lanserades en ny varumärkesplattform där fokus ligger på TV4-varumärket. Sjuan och TV12 fick samtidigt nya logotyper som låg närmare TV4-logotypens utformning. I samband med detta avskaffades namnet TV4-Gruppen. Gruppens företagskommunikation gjordes därefter under namnet Bonnier Broadcasting. Den 20 juli 2018 presenterade Telia Company en överenskommelse om att överta Bonnier AB:s verksamhet i Bonnier Broadcasting, det vill säga TV4, C More och finska MTV.  Sammanslagningen godkändes av EU-kommissionen 12 november 2019.
Den 9 april 2020 offentliggjordes resultatet från UEFA gällande budgivningen för UEFA Champions League och UEFA Europa League åren 2021–2024, där det stod klart att Telia Company som köpt sändningsrättigheterna till Champions League i Sverige för 3 miljarder kronor. Från 2021 kommer Uefa Champions League att sändas i någon av i Telia ägda TV4-gruppens kanaler.
Schibsted köper TV4 för 6,55 miljarder kr. Affären nu slutförd, de är nu officiellt en del av Schibsted.

## Ledning

### Verkställande direktör
- Gunnar Bergvall, 1987–1988[22]
- Ingemar Leijonborg, 1989–1990
- Björn Unger, 1991
- Claes Thorson, tf. 1992
- Björn Nordstrand, 1992–1994
- Lars Weiss, tf. 1994–1995[23]
- Christer Forsström, 1995–1998
- Thorbjörn Larsson, 1998–2001
- Jan Scherman, 2001–2011
- Casten Almqvist, 2011–2022
- Mathias Berg, 2022–

### Programdirektör
- Ingemar Leijonborg, –1991
- Lars Weiss, 1992–1998
- Jan Scherman, 1998–2001
- Eva Swartz, 2002–2005
- Tobias Bringholm, 2005–2007

År 2007 ersattes den samlade programdirektören med två programdirektörer; en för nyheter, samhälle och sport samt en för underhållning och drama. Initialt innehades dessa positioner av Göran Ellung och Åsa Sjöberg.